# Bacanaria
Bacanaria (łac. Diocesis Bacanariensis) – stolica historycznej diecezji we Cesarstwie rzymskim w prowincji Mauretania Cezarensis, zlikwidowana w VII w. podczas ekspansji islamskiej, współcześnie w północnej Algierii. Obecnie katolickie biskupstwo tytularne. 

## Biskupi tytularni
| Lp. | Biskup                        | Funkcja                                  | Od               | Do                |
| --- | ----------------------------- | ---------------------------------------- | ---------------- | ----------------- |
| 1   | James Chiona                  | biskup pomocniczy Blantyre (Malawi)      | 11 stycznia 1965 | 29 listopada 1967 |
| 2   | Philippe Fanoko Kossi Kpodzro | administrator apostolski Atakpamé (Togo) | 19 grudnia 1975  | 10 kwietnia 1976  |
| 3   | Teodoro Buhain                | biskup pomocniczy Manili (Filipiny)      | 5 stycznia 1983  | 13 listopada 2024 |